# نشانه‌وری
نشانه‌وری (به انگلیسی: Semiosis) یا فرایند نشانه (به انگلیسی: sign process)، هر شکلی از کنش، رفتار یا فرآیندی است که شامل نشانه‌ها، از جمله تولید معنا می‌شود. نشانه هر چیزی است که معنایی را که خود نشانه نیست به تفسیرگر نشانه منتقل کند. این معنی می‌تواند عمدی باشد مانند کلمه‌ای که با معنای خاصی بیان می‌شود یا غیرعمدی باشد، مانند علامتی که نشانه یک وضعیت پزشکی خاص است. نشانه‌ها می‌توانند از طریق هر یک از حواس، بینایی، شنوایی، لامسه، بویایی یا چشایی ارتباط برقرار کنند.
این اصطلاح توسط چارلز سندرز پیرس (۱۸۳۹–۱۹۱۴) برای توصیف فرآیندی معرفی شد که نشانه‌ها را به عنوان اشاره به اشیاء آنها تفسیر می‌کند، همان‌طور که در نظریه روابط نشانه یا نشانه‌شناسی او توضیح داده شده‌است. نظریه‌های دیگر در فرآیندهای نشانه، گاهی با عنوان نشانه‌شناسی، به دنبال کار فردینان دو سوسور (۱۸۵۷–۱۹۱۳) انجام می‌شود.